# Pierre Lorin
Pierre Michel Armand François Lorin (* 21. Oktober 1910 in Paris; † 16. März 1970 in Milon-la-Chapelle) war ein französischer Eishockeyspieler.

## Karriere
Pierre Lorin nahm für die französische Eishockeynationalmannschaft an den Olympischen Winterspielen 1936 in Garmisch-Partenkirchen teil. Auf Vereinsebene spielte er für die Français Volants.